# Polish Review (Przegląd Polski)
Polish Review (Przegląd Polski) – dwutygodnik ilustrowany, wydawany w latach 1941–1945 w Nowym Jorku przez Polish Information Center (Polski Ośrodek Informacyjny).